# Плеве, Павел Адамович
Па́вел Ада́мович (фон) Пле́ве (также Венцель фон Плеве, нем. Wenzel von Plehwe, 11 [23] июня 1850 или 30 июня 1850, Псков — 28 марта [10 апреля] 1916, Москва) — генерал от кавалерии (06.12.1907) русской императорской армии. Один из наиболее выдающихся полководцев Первой мировой войны, «мастер кризисных ситуаций», которого постоянно отправляли в самые горячие точки.

## Биография
Павел Адамович фон Плеве родился 30 мая (11 июня) 1850 года в Пскове, в семье дворян Петербургской губернии, принадлежавших к известному роду фон Плеве остзейского происхождения. Среднее образование Плеве получил в Варшавской гимназии. 
В 1868 году он поступил в Николаевское кавалерийское училище и закончил его 2 года спустя по первому разряду с вынесением на мраморную доску. В том же году Плеве был произведён в корнеты и выпущен в лейб-гвардии Уланский Его Величества полк. В 1874 году получил чин поручика, после чего был отправлен в академию Генерального штаба, полный курс которой окончил в 1877 году, также по первому разряду, что является достаточно высоким достижением и, вероятно, говорит о незаурядных дарованиях молодого офицера уже на ранней стадии жизни. За отличную учёбу Павел Адамович был произведен в штабс-ротмистры и направлен в действующую армию, в составе которой участвовал в русско-турецкой войне 1877—1878 годов с дальнейшим переводом в Генштаб в чине капитана.
В ходе этой войны Плеве участвовал в стычке с турецкими войсками близ высоты Сахар-Тепе, произошедшей 9 августа 1877 года, сражении при Аясларе (закончилось победой турок) 10 — 11 августа, усиленных рекогносцировках в сентябре — октябре и общем наступлении войск и преследовании противника в ходе его бегства к Шумле в январе 1878 года. За проявленные отличительные качества он был награждён сразу двумя орденами — Святой Анны 3-й степени с мечами и бантом и Святого Станислава 2-й степени с мечами.
После заключения русско-турецкого мира 1878 года Павел Адамович отправился на службу в Болгарию, где выполнял обязанности ответственного за поручения штаба командующего войсками, начальника отделения военного комиссариата, штаб-офицера для поручений при военном министре, члена Главного военного суда и начальника Софийского военного отдела.
С августа 1880-го по июль 1881 года Плеве исполнял обязанности командира эскадрона Кирасирского Его Величества лейб-гвардии полка. 
Между 1881 и 1890 годами он служил на разных должностях в штабах. В частности, Плеве был штаб-офицером штаба Казанского военного округа. Плеве занимался и преподавательско-административной деятельностью, в частностью работал в составе экзаменационной комиссии офицерской кавалерийской школы и заведующим над обучающимися в Николаевской академии и правителем дел академии. За это время он был произведён в полковники. 
С 26 декабря 1890 года был командиром 12-го драгунского Мариупольского полка, с 27 января 1893 года, будучи уже генерал-майором, Плеве был окружным генерал-квартирмейстером штаба Виленского военного округа. На этой должности он объездил весь будущий фронт, на котором будут вестись основные бои с противником. В частности Павлом Адамановичем были осуществлены поездки в Ковенскую и Осовецкую крепости, под Гродно, под Ригу и в Сувалки.
23 июня 1895 года был переведён на преподавательско-административную деятельность и назначен начальником Николаевского кавалерийского училища, в котором проработал вплоть до 30 июня 1899 года, когда был назначен начальником 2-й кавалерийской дивизии. 1 января 1901 года Плеве был произведён в генерал-лейтенанты, а 20 ноября назначен на должность начальника войскового штаба войска Донского. С началом очередных волнений в Царстве Польском 7 марта 1905 года он был назначен комендантом Варшавской крепости, но однако его, вероятно, излишне угнетала эта должность, в связи с чем он вернулся в строй 4 июля того же года и был переведен на должность командира 13-го армейского корпуса. Следом Плеве начал исполнять обязанности помощника командующего войсками Виленского военного округа. К тому времени он также был награждён большим количеством новых наград за успехи и преданную службу, включая две степени ордена Святой Анны, высшая степень ордена Святого Станислава, орденом Святого Владимира четвёртой и третьей степени и несколькими медалями, включая медали за участие в Русско-турецкой войне. Помимо этого у Плеве имелись и две иностранные награды — командорский крест французского ордена Почётного легиона и большой крест румынского Ордена короны.
6 декабря 1907 года Плеве получил чин генерала от кавалерии. 17 марта 1909 года Павел Адамович был назначен командующим войсками Московского военного округа. Данную должность занимал пять лет вплоть до начала войны, когда на базе данного округа была создана 5-я армия, возглавленная Плеве. В это время Плеве также активно занимался благотворительностью, был помощником попечителя благотворительной лечебницы военных врачей, а также являлся почётным членом императорского Московского общества воздухоплавания. С октября 1912 года начальником штаба Московского военного округа был Евгений Карлович Миллер, который далее все время был начальником штаба у Плеве во время войны.

### Первая мировая война
Когда началась Первая мировая война, на базе управления Московского военного округа с 19 июля 1914 года было сформировано управление 5-й армии. Данное воинское подразделение возглавил Плеве. Армия должна была стать частью Юго-Западного фронта и занять линию обороны Ковель — Холм — Брест-Литовск. Штаб, в котором находился Плеве, изначально располагался в Москве, позже был перемещён в Брест-Литовск.
В ходе планировавшего зажатия противника в клещи, армия должна была нанести вспомогательный удар по силам Австро-Венгрии и помочь их уничтожить. Однако командование австрийцев смогло разгадать засаду и стянула на помощь дополнительные силы, которые обладали на фронте численным преимуществом. В конечном счёте основным противником 5-й армии Российской империи, возглавляемой Плеве, стала 4-я австро-венгерская армия генерала пехоты М. Ауффенберга и присоединившийся к ним отряд гвардии под руководством генерала пехоты эрцгерцога Иосифа Фердинанда Тосканского.

#### Галицийская битва
Благодаря успешным действиям русской конницы были взяты в плен несколько австрийцев, которые сообщили о развёртывании I австрийской армии сильно западнее того участка, который предполагался по плану Генштаба. Было необходимо усилить отказавшийся под явной угрозой правый фланг, что сделано не было, поскольку командование Российской империи «было ослеплено идеей авантюрного похода в сердце Германии». К началу августа 1914 года армия Плеве осуществляла поддержку 4-й армии генерала А. Е. Зальца, ведя наступление на участке Мостиска — Львов. Однако данная армия, ведя наступление лишь 6,5 дивизиями потерпела поражение при Краснике от вдвое превосходящей её армии австрийцев генерала Данкля, потеряв до 20 000 человек, из-за чего командование отдало приказ Плеве развернуться на 900 от предполагаемого маршрута и нанести удар по противнику, поддержав 4-ю армию с левого фланга. Для этого требовалось идти на запад. Однако одновременно с этим армии было необходимо двигаться на юг и обеспечить поддержку 3-й армии Рузского, ибо без неё она могла потерпеть поражение. При этом левый фланг был полностью открыт. Эти обстоятельства поставили Плеве в крайне затруднительное положение.
И лишь благодаря действиям П. А. Плеве события на северном фланге битвы приняли благоприятный для русского оружия оборот.

#### Варшавско-Ивангородская операция
Во главе 5-й армии П. А. Плеве отличился и в ходе Варшавско-Ивангородской операции.

#### Лодзинская операция
7 ноября 1914 в ходе Лодзинской операции Плеве было поручено руководство всеми русскими войсками в районе Лодзи. Именно действиям его группы армий Р. Шеффер-Боядель был обязан тому, что попал под Лодзью в окружение. 

#### Оборона Прибалтики
14 января 1915 года Плеве получил формируемую на Ломжинском направлении 12-ю армию. В мае 1915 года управление армии было переброшено на Риго-Шавельское направление с базами Рига и Двинск. Вскоре управление было переименовано в 5-ю армию. 8 июня 1915 года Плеве был назначен командующим 5-й армией. Действовал в ходе Митаво-Шавельской операции. 
По его инициативе в русской армии осенью 1915 года были созданы первые особые отряды «бомбометателей» («гренадеров»).
6 декабря 1915 года он сменил генерала Рузского на должности главнокомандующего армиями Северного фронта.

### Болезнь и смерть
18-го марта в Москве скончался генерал П. А. Плеве, бывший долго командующим войсками московского военного округа. В настоящей войне он занимал должность командующего 5-й армией. Затем в декабре на него было возложено временное командование всем северным фронтом. Бои 5-й армии под Холмом, Ярославом Варшавой и Лодзью и затем, операции армии северного фронта в Риго-Шавельском районе и под Двинском обнаружили в покойном качества решительного, настойчивого и мужественного военачальника. За искусное и энергичное руководительство боевыми действиями 5-й армии покойный был награждён Орденом Святого Георгия 4-й степени. Покойный заболел ещё в последних числах января на почве переутомления. Скончался он на 66 году жизни
По состоянию здоровья 10 февраля 1916 года Плеве был освобожден от командования, 5 февраля 1916 года был назначен членом Государственного совета. Он умер в Москве 28 марта (10 апреля) 1916 года. Похоронен на Московском городском Братском кладбище.

## Семья
Плеве был женат на Вере Александровне Сухомлиновой (сестре В.А. и Н.А.Сухомлиновых), и имел с ней троих детей: дочерей Ольгу (1881—?) и Екатерину (1886—?; во время Первой мировой войны была сестрой милосердия) и сына Николая (1892—1918, погиб под Екатеринодаром в рядах Добровольческой армии, будучи подъесаулом лейб-гвардии Казачего полка).
Плеве родился в семье лютеран, однако незадолго до своей смерти он принял православие.

## Оценки
Бить противника, преследовать его самым настойчивым и беспощадным образом и если возможно — не упустить его, а взять или уничтожить
Плеве общепризнанно считается одним из передовых и выдающихся генералов в истории императорской армии. Таковым его называл в том числе и генерал Н. Н. Головин. Он писал о том, что командуй врагом такой же генерал, как Плеве, то армия вполне могла проиграть все битвы войны, в том числе и Галицийскую, в победе в которой Плеве сыграл огромную роль.
Император Всероссийский Николай II отзывался о Плеве как о человеке, что «явил все необходимые качества решительного настойчивого и мужественного военачальника».
Военный атташе Британской империи в России, генерал Альфред Нокс писал, что именно Плеве спас 2-ю армию от неминуемого поражения, а также о человеке, который принадлежал к школе Мольтке, обладая логическим умом и железной волей.
Михаил Константинович Лемке писал о том, что Плеве считается лучшим из командующих армиями.
Доктор исторических наук и военный исследователь А. В. Олейников считает Плеве своеобразной «палочкой-выручалочкой» императорской армии, которую постоянно отправляли в наиболее проблемные места Русского фронта. Посвящённую ему главу в своей книге «Успешные генералы забытой войны» Олейников озаглавил «Мастер кризисных ситуаций», так как Плеве всегда мог найти выход из казалось бы безвыходных ситуаций. Он же отмечает, что имя Плеве практически не знакомо любителям отечественной военной истории. Во многом это связано с тем, что Плеве скончался в 1916 году, не дожив до кровавых событий 1917 и последующих лет. Многие военачальники Первой мировой войны прославились именно как лидеры Белого движения, а не как полководцы «Великой войны». В частности, Олейников приводит в качестве примера Е. К. Миллера, который был начальником штаба в армии Плеве, но большинство знает его как командующего войсками Северной области времён Гражданской войны. Во многом поэтому не существует развёрнутой научной биографии Плеве.

## Военные чины
- В службу вступил (25 августа 1868 года);
- Корнет гвардии (25 июля 1870 года)
- Поручик (31 марта 1874 года)
- Штабс-ротмистр (26 февраля 1877)
- Капитан генерального штаба (7 июля 1877 года)
- Подполковник (30 августа 1879 года)
- Полковник (30 августа 1882 года)
- Генерал-майор (27 января 1893 года)
- Генерал-лейтенант (1 января 1901 года)[16]
- Генерал от кавалерии (6 декабря 1907 года)[12]

## Награды
Российские:
- Орден Святой Анны 3-й степени с мечами и бантом (1878)
- Орден Святого Станислава 2-й степени с мечами (1879)
- Орден Святой Анны 2-й степени (1885)
- Орден Святого Владимира 4-й степени (1888)
- Орден Святого Владимира 3-й степени (1892)
- Орден Святого Станислава 1-й степени (1894)
- Орден Святой Анны 1-й степени (1898)
- Орден Святого Владимира 2-й степени (1903)
- Орден Белого орла (1906)
- Орден Святого Александра Невского (06.12.1910)
- Мечи к ордену Святого Александра Невского (ВП 25.10.1914)
- Орден Святого Георгия 4-й степени (ВП 18.09.1914)
- Бриллиантовые знаки к ордену Святого Александра Невского (ВП 16.01.1915)

Иностранные:
- Французский орден Почётного Легиона, командорский крест (1897)
- Румынский орден Короны, большой крест (1899)

## Труды
- Коллектив авторов. Военно-статистический обзор княжества Болгарского и стратегическое его значение в случае войны России с Турцией и Австрией / Сост. Ген. штаба подполк. П. А. Плеве. — СПб.: Тип. Штаба войск гвардии и Петерб. воен. окр., 1881. — 252 с.
- Очерки из истории конницы. Курс ст. класса Николаев. кавалер. уч-ща / Сост. Ген. штаба полк. П. А. Плеве. — СПб.: Типо-лит. И. А. Литвинова, 1889. — 246 с.. Работа предназначалась для юнкеров старшего класса Николаевского кавалерийского училища. Она охватывает вопрос развития конницы с древних времён до последней русско-турецкой войны. В работе Плеве пришёл к выводам о высокой значимости конницы как сильной духом единицы — выводы, которые были подтверждены в ходе Первой мировой войны[52].
- Замечания по стратегическим темам дополнительного курса Николаевской академии Генерального штаба в 1889 году / Сост. ген. от кав. П. А. Плеве. — СПб.: Тип. Штаба войск гвардии и Петерб. воен. округа, 1909. — 42 с.